# Madagasocycnelus michaelis
Madagasocycnelus michaelis is een keversoort uit de familie bladrolkevers (Attelabidae). De wetenschappelijke naam van de soort werd in 1955 gepubliceerd door Hustache.